# Emanuel de Witte

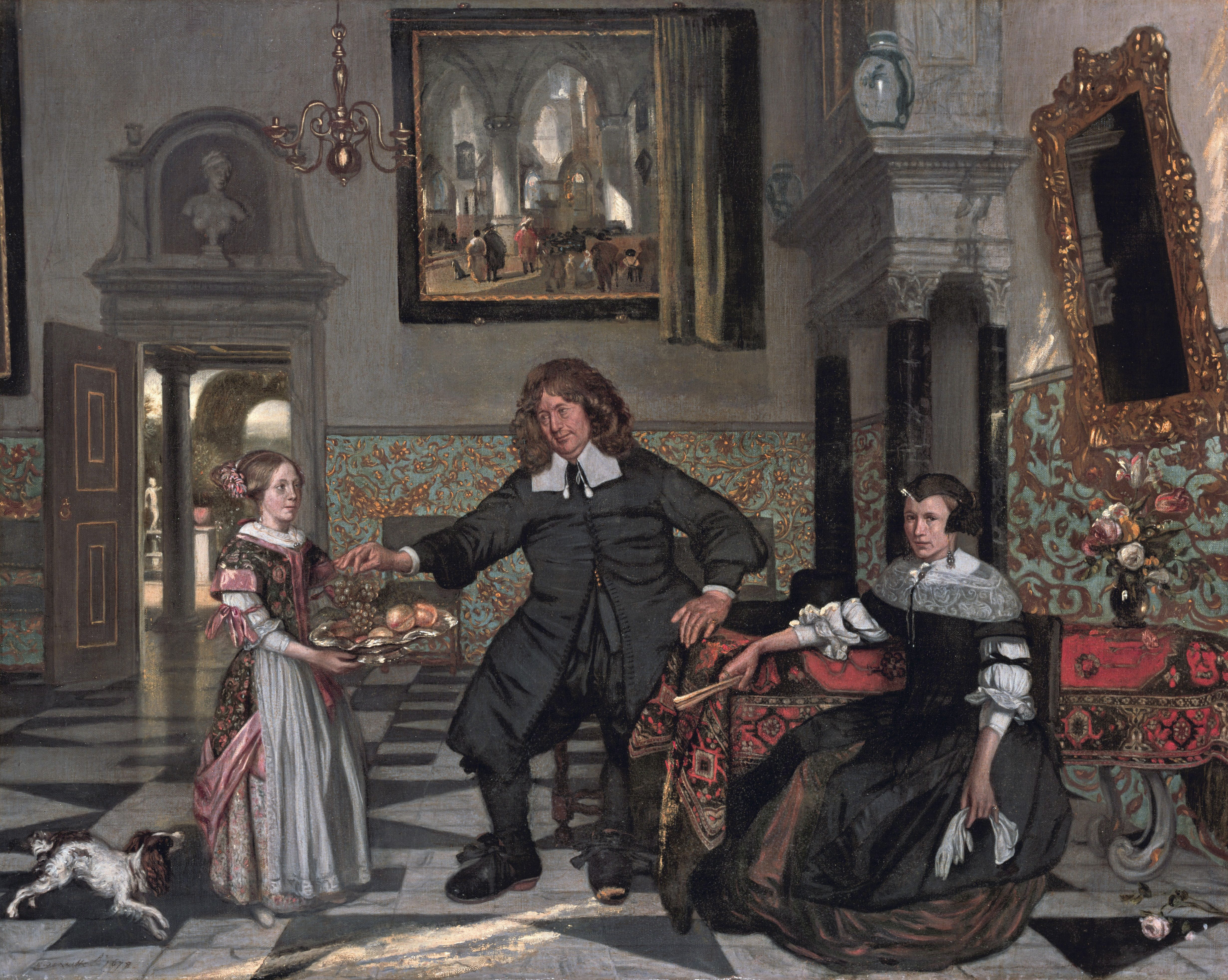
Retrat d'una Família en un Interior

Emanuel de Witte   (Alkmaar, 1617 - Amsterdam, 1692) va ser un pintor de perspectiva holandès. En contrast amb Pieter Jansz Saenredam, que emfatitzava en la precisió arquitectònica, De Witte s'ocupava més de l'atmosfera dels seus interiors. En menor mesura, De Witte també va produir pintures de gènere.

## Vida
Va néixer a Alkmaar i va aprendre geometria amb el seu pare, un mestre d'escola. Es va afiliar al Gremi de Sant Lluc local el 1636. Després d'una estada a Rotterdam, va passar a Delft i va estudiar amb Evert van Aelst. El 1651, De Witte es va instal·lar a Amsterdam on la seva primera esposa, Geerje Arents, va morir el 1655. Llavors es va tornar a casar amb una orfe de 23 anys, Lysbeth van der Plas, que va exercir una mala influència a la filla adolescent del pintor. El desembre de 1659 varen ser arrestades totes dues per un robatori a un veí. Lysbeth, que estava embarassada, va haver de marxar de la ciutat per un període de sis anys, vivint extramurs de la ciutat on moria el 1663.
Després de l'arrest de la seva muller i la seva filla, De Witte es va veure obligat a fer un contracte de fideïcomís amb el notari i comerciant d'art d'Amsterdam Joris de Wijs, cedint tot el seu treball a canvi d'allotjament, menjar, i 800 florins a l'any. De Witte va trencar el contracte i va ser demandat pel comerciant. Uns quants patrons varen donar suport a De Witte, però les relacions no varen funcionar, perquè tendia a cridar als seus clients i a la gent que el mirava quan pintava a esglésies. Els registres expliquen el seu costum d'apostar i d'una baralla amb Gérard de Lairesse. Segons Arnold Houbraken, després d'una discussió sobre el lloguer, De Witte es va penjar d'un pont del canal el 1692. La corda es va trencar i De Witte acaba ofegant-se. Però el canal es va congelar aquella nit i el seu cadàver no es va trobar fins a onze setmanes més tard.

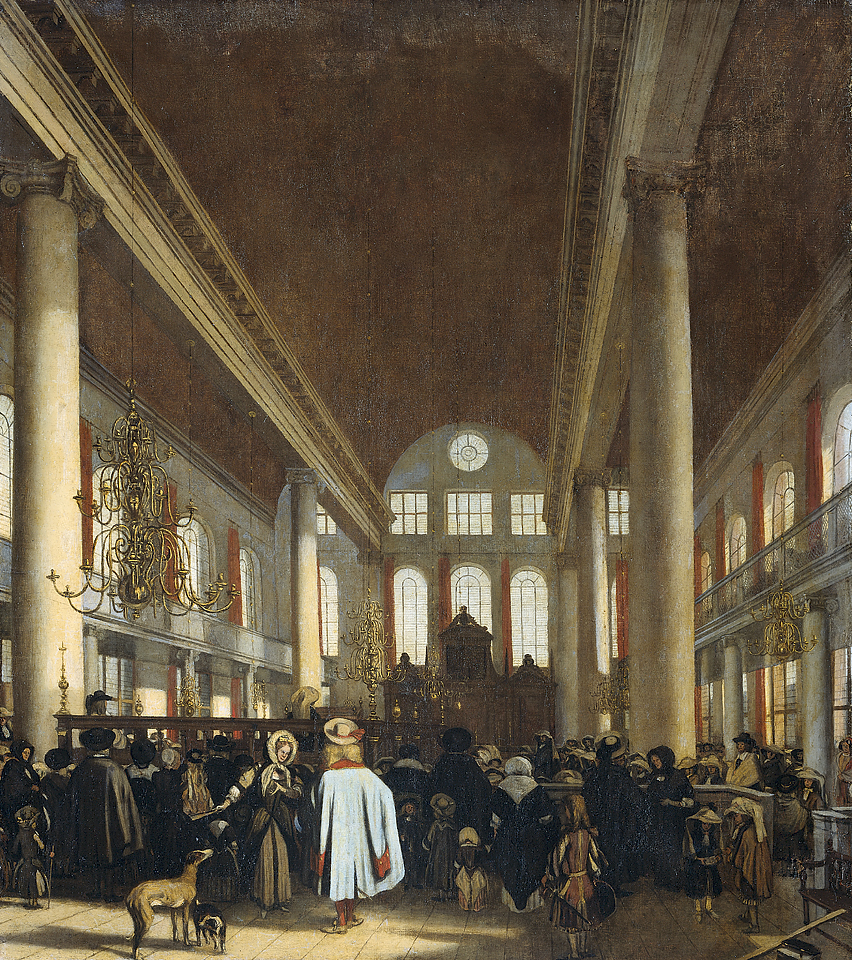
Interior de la sinagoga portuguesa a Amsterdam, 1680

De Witte inicialment pintava retrats així com escenes mitològiques i religioses. Després del seu moviment des de Delft fins a Amsterdam el 1651, De Witte s'especialitzaria a representar interiors d'església, i va pintar l'església vella d'Amsterdam des de gairebé tots els angles. A vegades combinava aspectes d'esglésies diferents per descriure interiors d'esglésies ideals, poblant-los amb feligresos, a vegades acompanyats per un gos. El sentit excel·lent de la composició de De Witte combinada amb el seu ús de llum creava atmosferes que semblen reals i genuïnes. El seu tema va estar la llum i la creació d'espais habitables.